# IPadOS 17
iPadOS 17 ist die fünfte Hauptversion des iPadOS-Betriebssystems für die iPad-Reihe von Apple. Der Nachfolger von iPadOS 16 wurde auf der Worldwide Developers Conference (WWDC) des Unternehmens am 5. Juni 2023 vorgestellt und nach einer 3-monatigen Beta-Phase am 18. September 2023 veröffentlicht. iPadOS 17 beendet die Unterstützung für das iPad der 5. Generation und das iPad Pro der ersten Generation.

## Neue Funktionen
Die fünfte Hauptversion bringt vor allen Dingen Änderungen beim Sperrbildschirm (Lockscreen) analog zu iOS 16 und iOS 17 und bei den Widgets, in denen nunmehr direkt Informationen eingegeben werden können, statt lediglich die dahinterliegende App aufzurufen.
Die App Health, in der etwa auf der Apple Watch gesammelte Gesundheitsdaten gespeichert werden, wird ebenfalls mit iPadOS auf Apple-Tablets verfügbar sein.

## Kompatible Geräte
- iPad Pro (2. Generation oder neuer)
- iPad Air (3. Generation oder neuer)
- iPad (6. Generation oder neuer)
- iPad mini (5. Generation oder neuer)